# Ţarāmazd
Ţarāmazd (persiska: تَرمَزد, تَرمُزد, تَرِه مُزد, تارَه مَزد, طرامزد) är en ort i Iran.   Den ligger i provinsen Markazi, i den centrala delen av landet, 230 km sydväst om huvudstaden Teheran. Ţarāmazd ligger 1 667 meter över havet och antalet invånare är 425.
Terrängen runt Ţarāmazd är en högslätt.Runt Ţarāmazd är det ganska tätbefolkat, med 120 invånare per kvadratkilometer. Närmaste större samhälle är Arak, 11,6 km sydväst om Ţarāmazd. Trakten runt Ţarāmazd är ofruktbar med lite eller ingen växtlighet.